# Mandy Haase
Mandy Haase (* 25. Juni 1982 in Leipzig) ist eine deutsche Hockeyspielerin. Sie war 2004 Olympiasiegerin.

## Leben
Zum Hockeysport kam sie durch ihre Eltern, die A- bzw. Jugendländerspiele für die damaligen DDR absolviert haben. Noch vor der Wende siedelten sie 1989 in die Rhein-Neckar-Region (Wilhelmsfeld) um, um dort die Hockeyaktivitäten ihrer Tochter zu fördern. Ihre Schwester Lydia spielt ebenfalls erfolgreich Hockey und ist Nationalspielerin.
In der Bundesliga spielte die Innenverteidigerin und Mittelfeldspielerin lange Zeit für den Rüsselsheimer RK, mit dem sie 2001 und 2004 deutsche Meisterin im Feld und von 2002 bis 2005 in der Halle wurde. Den Hallen-Europacup gewann sie mit Rüsselsheim von 1999 bis 2006 und auf dem Feld 1998. Zu Beginn der Saison 2007/2008 wechselte sie zum Mannheimer HC in die zweite Bundesliga und schaffte 2010 den Aufstieg in die Bundesliga.
Haase hat von 2003 bis 2012 in der deutschen Hockeynationalmannschaft 207 A-Länderspiele absolviert (plus fünf in der Halle). Sie nahm an drei Olympischen Spielen teil. 2004 gewann sie in Athen mit der deutschen Mannschaft Gold, 2008 wurde sie Vierte und 2012 Siebte. Außerdem wurde sie 2006 in der Halle und 2007 auf dem Feld Europameisterin. 2013 beendete sie ihre Karriere in der Nationalmannschaft.
Mandy Haase studierte an der Universität Heidelberg Sportwissenschaften.